# Aldo Carpi
Aldo Carpi (* 6. Oktober 1886 in Mailand; † 27. März 1973 ebenda) war ein italienischer Künstler, Maler und Verfasser von Berichten aus dem KZ Mauthausen-Gusen, die er als fiktive Briefe zunächst sporadisch, nach dem 13. Februar 1945 fast täglich an seine Ehefrau geschrieben hat. Die Briefe wurden von seinem Sohn Pinin redigiert und erstmals 1971 veröffentlicht.

## Biografie

### Jugend und künstlerische Entwicklung
Schon als Jugendlicher beschäftigte sich Aldo Carpi mit den schönen Künsten und wurde 1906 Mitglied der  Accademia di Brera, einer Kunstakademie in Mailand. Dort traf er auf einige der bekanntesten italienischen Maler der Zeit, unter ihnen Giuseppe Mentessi, Carlo Cattaneo, Achille Funi und Carlo Carrà. Schon im Folgejahr konnte Carpi einige seiner Werke auf einer Ausstellung in der Pinacoteca di Brera, einem der bedeutendsten Kunstmuseen Italiens, vorstellen. 1912 erhielt er eine Einladung zur Biennale in Venedig, auf der er bis zu seinem Tod häufiger mit seinen Werken vertreten war.
Im Ersten Weltkrieg wurde er zur italienischen Armee eingezogen, kämpfte an mehreren Fronten und wurde durch eine in einem Sammelband veröffentlichte Bildreportage vom Rückzug des serbischen Heeres bekannt. 1917 heiratete er Maria Arpesani, mit der er sechs Kinder hatte. In den Jahren nach dem Ende des Krieges schuf er meist religiöse Bilder und Bilderzyklen und entwarf Glasfenster für zahlreiche Kirchen, darunter für den Mailänder Dom und für die während der italienischen Kolonialzeit neu errichtete Kathedrale von Bengasi. Für seine Arbeiten wurde er 1925 mit dem Preis des Prinzen Umberto (Premio Principe Umberto) ausgezeichnet. 1927 schuf er die Fresken in der Basilica San Simpliciano in Mailand. 1930 wurde er auf einen Lehrstuhl für Malerei  an der Accademia di Brera berufen.

### Leben in der Zeit des Faschismus
In den Folgejahren wurde sein Haus zu einer Begegnungsstätte für Künstler und Intellektuelle, die dem  italienischen Faschismus kritisch gegenüberstanden, sich aber öffentlich zurückhielten, um die Toleranzgrenze des faschistischen Regimes unter Mussolini nicht zu überschreiten. Diese Taktik funktionierte aber nur bis zum September 1943, als deutsche Truppen den im Juli 1943 abgesetzten und inhaftierten Mussolini befreit hatten. Im deutsch besetzten Teil von Norditalien wurde eine mit Deutschland verbündete Marionettenregierung unter Mussolini eingesetzt und die „Republik von Salo“ gegründet. In dieser Situation wurde Carpi, der zu dieser Zeit mit seiner Familie im lombardischen Dorf Mondonico lebte, von einem Künstlerkollegen denunziert. Carpi und seine Söhne, von denen vier im Widerstand organisiert waren, erfuhren von der für den 23. Januar 1944 geplanten Verhaftung und versteckten sich in der Nähe des Hauses, von wo aus sie das Eintreffen einer SS-Einheit beobachteten. Während die Söhne flüchten konnten, kehrte Carpi ins Haus zurück, um seine Familie zu schützen. Er wurde verhaftet und zunächst in das Gefängnis von San Vittorio in Mailand und dann in das KZ Gusen abtransportiert.

### Gefangenschaft im KZ Gusen

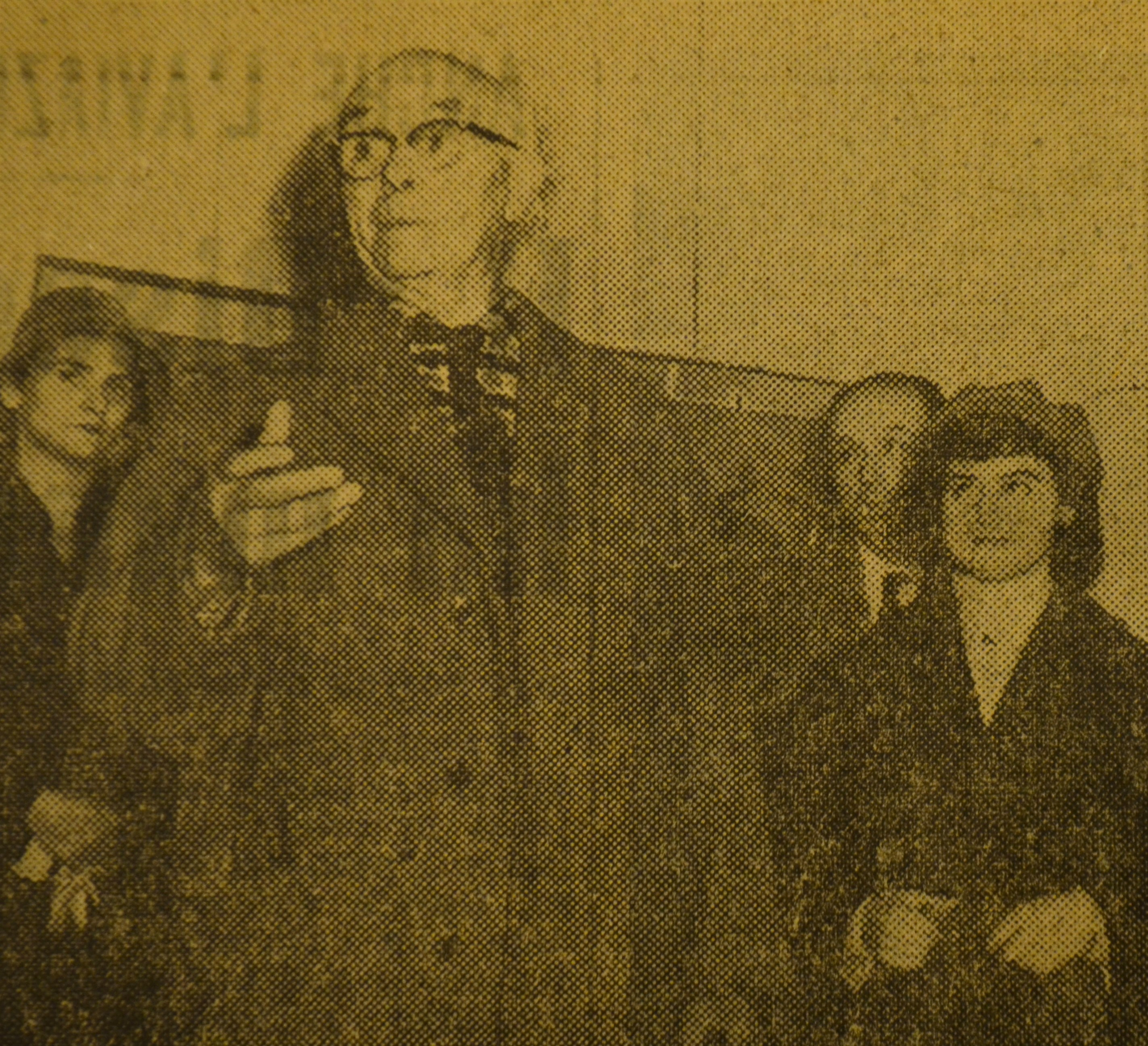
Aldo Carpi bei der Eröffnung einer Ausstellung 1959

Carpi überlebte das Lager Gusen, das als Außenlager des KZ Mauthausen geführt wurde. In fiktiven Briefen an seine Frau schilderte er den KZ-Alltag in Berichten und Zeichnungen, die von tiefer Menschlichkeit zeugen. Als Maler genoss Carpi im Lager einige Freiheiten, denn mancher SS-Mann ließ sich von ihm porträtieren. Das Lager Gusen wurde am 5. Mai 1945 von amerikanischen Truppen  befreit und Carpi stellte fest, dass auch amerikanische Militärs sich gern von ihm porträtieren ließen. In seinen Berichten begann er nun über die Zukunft seiner Familie und über die politische Zukunft Italiens nachzudenken. Er erfuhr, dass italienische KZ-Insassen aus allen Teilen Deutschlands von den Amerikanern zum Sammelpunkt nach Regensburg gebracht werden sollten, um sie dann von dort aus gemeinsam nach Italien zurücktransportieren zu können. Sein Transport vom KZ-Gusen nach Regensburg erfolgte am 10. Juni 1945 von Linz über Passau im Tal der Donau. Carpi hat die während der Fahrt gewonnenen Eindrücke von der auf der Strecke herrschenden Nachkriegssituation mit den Flüchtlingsströmen und auch den folgenden fast zweimonatigen Aufenthalt in Regensburg in ausführlichen Berichten festgehalten.

### Aufenthalt in Regensburg / Rückkehr in die Heimat
In den Berichten aus Regensburg schilderte er seine komfortable Wohnsituation in einem Haus zusammen mit amerikanischen Soldaten und Russinnen, die den Haushalt führten. Carpi hielt sich nach anfänglicher Kontaktaufnahme zu den ca. 2200 in Regensburg zusammengeführten Italienern, die in Baracken der zerstörten Flugzeugwerke der Messerschmitt GmbH untergebracht waren, fern, weil deren rabiates Verhalten in der Stadt und ihre Interesselosigkeit an der Zukunft Italiens ihm nicht zusagten. In den verwinkelten Gassen der kaum zerstörten Altstadt von Regensburg unternahm er Stadterkundungen und machte viele Besuche im Regensburger Dom, wo er viele „schöne gotische Skulpturen, geschaffen mit höchster Kunstfertigkeit mit Liebe und mit Glauben“ vorfand. Auf langen Spaziergängen an den Ufern der Donau erkundete Carpi die damals herrschenden schwierigen Verhältnisse, die durch die Zerstörung der Donaubrücken für die Versorgung der Einwohner entstanden waren. Mit einfühlsamen Worten beschrieb er die Mühsal alter Frauen beim Transport von Lebensmitteln über Behelfsbrücken und Uferböschungen und mit den Augen eines Malers betrachtete er die Flusslandschaft und die Trümmerlandschaft der Hafengebäude vor der Kulisse der Domtürme. Als Resümee hielt er fest: „Der Krieg hat seine Spuren hinterlassen, aber in der weiten Landschaft nimmt man sie kaum wahr, so als gäbe sie es gar nicht. Die Natur nimmt unbeirrt ihren Lauf.“
Ende Juli 1945 erfolgte der Transport der Italiener von Regensburg nach Italien. In der Heimat angekommen erfuhr Carpi, dass sein Sohn Paolo im KZ Groß-Rosen ermordet worden war. Aldo Carpi starb 1973 in Mailand.